# Болонова Людмила Миколаївна

Болонова Л. М. (праворуч) на 6-му конгресі МАУ в Донецьку серед колег з НТШ, 2005. Ліворуч — член-кор. НАН України Романів О. М. та проф. Білецький В. С., Сімченко Г. В. — випусковий редактор журналу «Схід».

Людми́ла Микола́ївна Болонова (народ. 10 травня 1939 р. у м. Донецьк) — український вчений, санітарний лікар, кандидат медичних наук, старший науковий співробітник. Член Донецького відділення НТШ з 2001 р. Секретар Донецького відділення НТШ. З 2014 р. — представник Донецького відділення НТШ у США.
Коло наукових інтересів: вивчення впливу на живий організм продуктів переробки кам'яновугільної смоли з метою розробки раціональних способів лікування та запобігання промисловим отруєнням.

## З біографії

Передача щоденників Костя Тесленка в Інститут літератури імені Тараса Шевченка НАН України. Ліворуч — Болонова Л. М. 2018 рік.

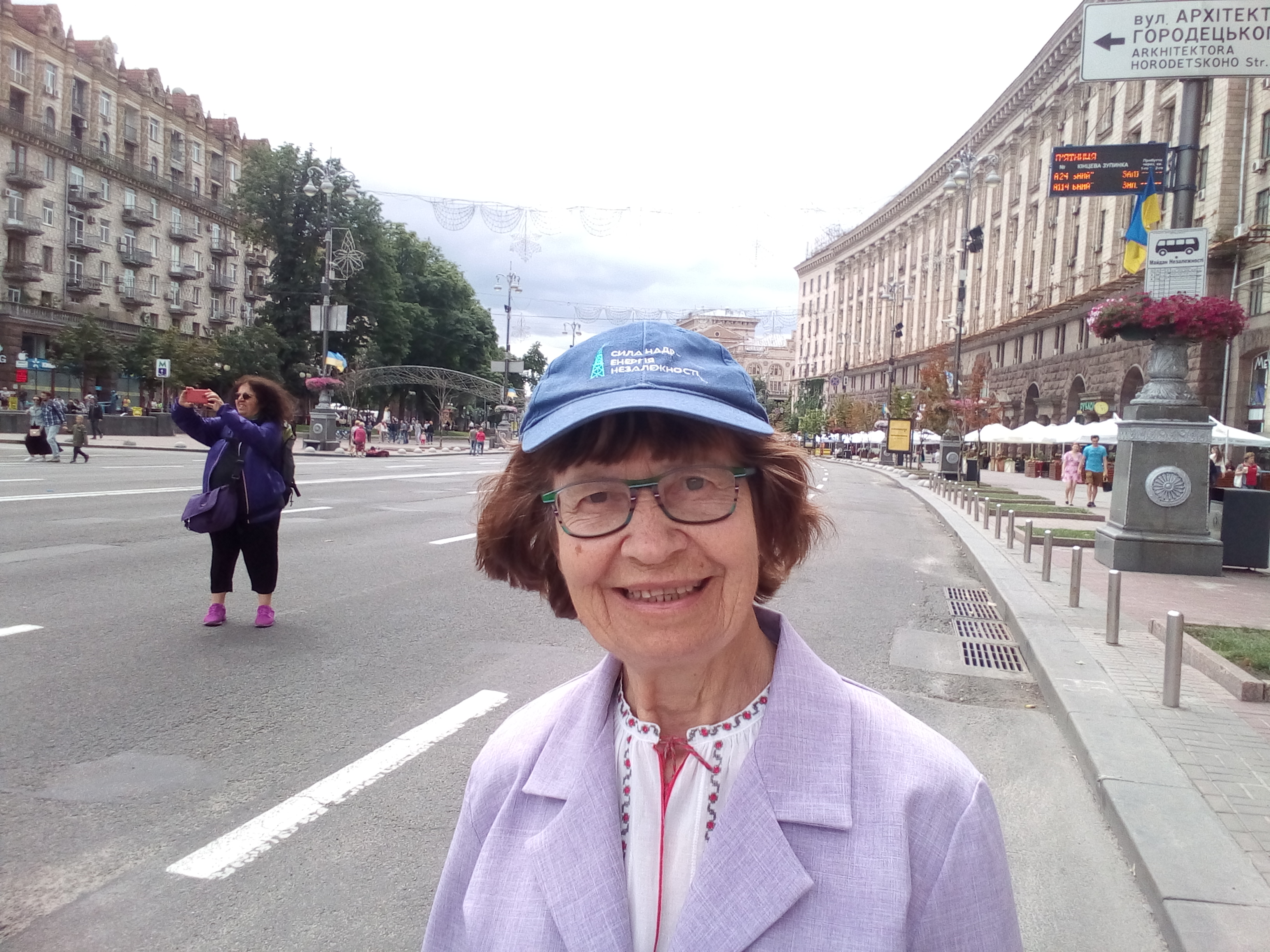
Болонова Л. М., Київ, 2019 р.

У 1956—1962 рр. навчалася в Донецькому медичному інституті ім. Горького на санітарно-гігієнічному факультеті, працювала комунальним лікарем у санепідемстанції. Закінчила його у 1962 році.
З 1964 р. працювала в Науково-дослідному інституті гігієни праці та професійних захворювань у лабораторіях біохімії та експериментальної патології.
Кандидатську дисертацію захистила в 1971 р. на тему: «Вплив гострого отруєння нафталіном, фенолом, піридином на обмін аміаку в головному мозку білих щурів».
У подальшому (близько 25 років) вивчала вплив на організм працівників ряду факторів шахтного середовища (шум, вібрація, шахтні гази, вугільний пил) та ефективність різних хімічних речовин на пилоутворення, розвиток професійних хвороб шахтарів (антракоз, силікоз).

## Творчий доробок
Має 46 праць у збірниках та центральних журналах («Гігієна і санітарія», «Фармакологія і токсикологія», «Лабораторное дело», «Врачебное дело» та ін.); видані нормативно-методичні документи; обґрунтовані допустимі концентрації ряду токсичних речовин у шахтному повітрі, методичні рекомендації для ранньої діагностики та профілактики професійних захворювань шахтарів.
Крім того — публікації культурологічної тематики
Технічний редактор Донецького вісника Наукового товариства імені Шевченка (до 2014 р.)

## Нагороди та відзнаки
- Пам'ятна медаль «Микита Шаповал» Донецького відділення НТШ, посвідчення від 23 грудня 2023 р. з нагоди 150-річчя НТШ.